# Западный Танджунг-Джабунг
Западный Танджунг-Джабунг (индон. Tanjung Jabung Barat) — округ в составе провинции Джамби. Административный центр — город Куала-Тункал.

## География
Площадь округа — 4649,85 км². На западе граничит с округом Тебо, на юге — с округом Батангхари, на юго-востоке — с округом Муаро-Джамби, на юго-востоке — с округом Восточный Танджунг-Джабунг, на севере — с территорией провинции Риау, на северо-востоке омывается водами Южно-Китайского моря.

## Население
Согласно переписи 2010 года, на территории округа проживало 278 741 человек.

## Административное деление
Территория округа Западный Танджунг-Джабунг административно подразделяется на 13 районов (kecamatan):
| - Батанг-Асам - Бетара - Брам-Итам - Куала-Бетара - Мерлунг - Муара-Папалик | - Пенабуан - Ренах-Мендалух - Себеранг-Кота - Сеньеранг - Тебинг-Тинги - Нижний Тункал - Верхний Тункал |